# Корноухов, Николай Иванович
Николай Иванович Корноухов или Карнаухов (17 ноября 1930, Выжелес, Спасский район, Рязанский округ, Московская область — 4 апреля 1993, Москва) — советский и российский актёр кино и театра, исполнитель эпизодических ролей. 
Заслуженный артист РСФСР (1988).

## Биография
Николай Корноухов родился в селе Выжелес Спасского района Рязанской области в рабочей семье. В 14 лет в Москве начал свою трудовую деятельность. С 1947 года — работал учеником слесаря на Механическом заводе имени Ярославского.  В 1948 году — слесарь во Всесоюзном НИИ синтетических и натуральных душистых веществ. С 1949 года — трудился учеником столяра на авторефрижераторном заводе. С 1953 года — столяр фабрики «Буревестник».
С 1954 года — артист стажёрского состава Центрального академического театра Советской Армии. В 1961—1963 годах — артист театра Группы Советских Войск в Германии. С 1963 года — артист Центрального академического театра Советской Армии.
В 15 лет снялся в эпизоде в фильме «Близнецы». Первую заметную роль в кино сыграл в 1966 году в фильме Алексея Баталова «Три толстяка». С тех пор актёра постоянно приглашали на небольшие роли. Необычная внешность Корноухова позволяла ему играть, в основном, характерных персонажей, что он и делал с большим мастерством. Среди его киноработ:
- Крам («Шаг с крыши»),
- хозяин харчевни («Легенда о Тиле»),
- Пологий («Враги»),
- Сазанов («Не стреляйте в белых лебедей»),
- Шаповалов («В стреляющей глуши»),
- Милюков («Михайло Ломоносов»),
- Григорий Кузьмич («Шантажист»),
- кадровик («Курьер»),
- старик-сталевар («Дети чугунных богов»).

В 1988 году он был удостоен звания Заслуженный артист РСФСР.
Умер в Москве 4 апреля 1993 года по дороге на вечерний спектакль в московском театре. Похоронен на Долгопрудненском кладбище.

## Роли в кино
| Год  |    | Название                            | Роль                                             |
| ---- | -- | ----------------------------------- | ------------------------------------------------ |
| 1945 | ф  | «Близнецы»                          | монтёр                                           |
| 1957 | ф  | «Поединок»                          | денщик                                           |
| 1957 | ф  | «Рассказы о Ленине»                 | эпизод                                           |
| 1961 | ф  | «Укрощение строптивой»              | Филипп                                           |
| 1964 | тф | «Вызываем огонь на себя»            | партизан                                         |
| 1966 | ф  | «Три толстяка»                      | продавец шаров                                   |
| 1967 | ф  | «Дом и хозяин»                      | лесоруб                                          |
| 1969 | ф  | «Две улыбки»                        | Баландин                                         |
| 1970 | ф  | «Удивительный мальчик»              | эпизод                                           |
| 1970 | ф  | «Шаг с крыши»                       | Крам, вождь хупов                                |
| 1972 | тф | «Стоянка поезда — две минуты»       | милиционер                                       |
| 1975 | ф  | «На край света…»                    | шофёр                                            |
| 1976 | ф  | «Легенда о Тиле»                    | хозяин харчевни                                  |
| 1977 | ф  | «Враги»                             | Пологий                                          |
| 1977 | ф  | «Риск — благородное дело»           | болельщик                                        |
| 1978 | ф  | «Мой друг дядя Ваня»                | эпизод                                           |
| 1979 | ф  | «Ты помнишь»                        | Евдокимыч                                        |
| 1980 | ф  | «Гражданин Лешка»                   | Кузьма                                           |
| 1980 | тф | «Не стреляйте в белых лебедей»      | Сазанов                                          |
| 1982 | ф  | «Где-то плачет иволга»              | тренер                                           |
| 1983 | ф  | «Дважды рождённый»                  | роль                                             |
| 1984 | ф  | «Идущий следом»                     | эпизод                                           |
| 1984 | тф | «Формула любви»                     | слуга                                            |
| 1985 | ф  | «Зимний вечер в Гаграх»             | консьерж                                         |
| 1985 | ф  | «Из жизни Потапова»                 | плотник                                          |
| 1985 | ф  | «Как стать счастливым»              | вахтёр                                           |
| 1985 | ф  | «Начни сначала»                     | алкоголик-«физкультурник», задержанный в милиции |
| 1985 | ф  | «От зарплаты до зарплаты»           | вахтёр                                           |
| 1985 | ф  | «Человек с аккордеоном»             | гость на свадьбе                                 |
| 1986 | ф  | «В стреляющей глуши»                | Шаповалов                                        |
| 1986 | ф  | «Курьер»                            | начальник отдела кадров                          |
| 1986 | тф | «Личный интерес»                    | роль                                             |
| 1986 | тф | «Михайло Ломоносов»                 | Милюков                                          |
| 1987 | тф | «Под знаком Красного Креста»        | Пётр Сергеевич                                   |
| 1987 | ф  | «Шантажист»                         | Григорий Кузьмич                                 |
| 1988 | ф  | «Вам что, наша власть не нравится?» | Гунькин                                          |
| 1988 | тф | «Дубровский»                        | судебный исполнитель                             |
| 1989 | тф | «Вход в лабиринт»                   | Потапов, дежурный вытрезвителя                   |
| 1989 | ф  | «Жизнь по лимиту»                   | активист                                         |
| 1991 | ф  | «Маэстро с ниточкой»                | вахтёр                                           |
| 1992 | ф  | «Маленький гигант большого секса»   | Автандил Автандилович                            |
| 1993 | ф  | «Дети чугунных богов»               | старик-сталевар                                  |
| 1993 | ф  | «Про бизнесмена Фому»               | дежурный                                         |